# Hechtia reticulata
Hechtia reticulata är en gräsväxtart som beskrevs av Lyman Bradford Smith. Hechtia reticulata ingår i släktet Hechtia och familjen Bromeliaceae. Inga underarter finns listade i Catalogue of Life.